# San Luis Potosí Challenger 1994
Il San Luis Potosí Challenger 1994 è stato un torneo di tennis facente parte della categoria ATP Challenger Series nell'ambito dell'ATP Challenger Series 1994. Il torneo si è giocato a San Luis Potosí in Messico dal 28 marzo al 3 aprile 1994 su campi in terra rossa.

## Vincitori

### Singolare
Nicolás Pereira ha battuto in finale  Luis Herrera con il punteggio di 6–7, 6–2, 6–2.

### Doppio
Oliver Fernández /  Leonardo Lavalle hanno battuto in finale  Ismael Hernández /  Luis Herrera con il punteggio di 7–5, 7–5.